# Gottlieb von Schmettau
Gottlieb von Schmettau (* 1665 in Ober Drömling; † 22. Januar 1722 in Dresden) war ein königlich-polnischer und kurfürstlich-sächsischer Generalleutnant. Er war Herr auf Heckendorf und Großendorf in Mecklenburg.

## Leben und Werk
Er stammte aus der Adelsfamilie von Schmettau. Seine Eltern waren der kaiserliche Rat Ernst von Schmettau (* 9. September 1622; 9. Februar 1687) und dessen Ehefrau Elisabeth von Nüssler (* 18. Juli 1631; † 22. Juni 1677). Er hatte sechs Brüder: der dänische Generalleutnant Friedrich Wilhelm (1663–1735), der Oberstleutnant Christoph (1661–1738), der Diplomat Samuel (1657–1709), der Diplomat Bernhard Ernst (1656–1686) und der Kammerdirektor David Heinrich (1655–1695).
So trat Gottlieb in brandenburgische Dienste, wo er erste Kriegserfahrung sammelte. Er wechselte dann in Ansbacher Dienste, dort erhielt er ein Dragoner-Regiment, das im Rahmen des Spanischen Erbfolgekrieges in holländischen Dienste kam. Er kämpfte in Brabant, den Niederlanden und im deutschen Reich. Nach dem Frieden von Utrecht kehrte das Regiment nach Ansbach. August der Starke benötigte aber Truppen für Polen und so kam es nun in kursächsischen Sold. Dieser machte ihn am 2. Dezember 1714 zum Generalleutnant. Schmettau kämpfte in Pommern und Polen. Der Nordische Krieg endete 1717 und alle sächsischen Truppen wurden am 2. Februar 1717 zurück beordert. Er ging nach Dresden, wo er 1722 starb.
Er heiratete Anna Christiane von Schmettau (* 19. Februar 1684; † 9. August 1716). Das Paar hatte zwei Kinder:
- Theodora Eugenie (* 6. Dezember 1705; † 6. Oktober 1768) ⚭ 1723 (Scheidung 1736) Ulrich Woldemar von Löwendal
- Friedrich Amadeus (* 8. November 1711; † 19. März 1738), Herr auf Heckendorf und Großendorf ⚭ 1732 Agnes Charlotte Christiane von Schmettau (* 17. Januar 1712; † 18. März 1796)[3]